# Julia Eichhorn
Julia Eichhorn (* 11. Juli 1983 in Sonneberg) ist eine frühere deutsche Skeletonpilotin.
Julia Eichhorn begann ihre sportliche Laufbahn wie ihr Bruder Jan Eichhorn beim Rennrodeln. Die Sportsoldatin der Bundeswehr vom BSR Rennsteig Oberhof wechselte 1999 zum Skeleton. 2003 nahm sie erstmals an Juniorenweltmeisterschaften teil und wurde dort Weltmeisterin. Dabei ließ sie sogar die amtierende Olympiasiegerin Tristan Gale hinter sich. 2004 wurde sie Fünfte, 2005 Sechste und 2006 Vizeweltmeisterin. 2005 wurde sie zudem Deutsche Juniorenmeisterin. Im folgenden Jahr wurde sie Fünfte bei den deutschen Meisterschaften der Senioren.
2003 und 2004 gewann Eichhorn den Gesamteuropacup. Mehrfach wurde sie seitdem im Weltcup eingesetzt. Ihre besten Platzierungen erreichte sie als Vierte 2004 und Fünfte 2006, jeweils in Altenberg. Die Saison 2005/06 beschloss sie als 10. im Gesamtweltcup. An Europameisterschaften nahm Eichhorn 2006 teil und wurde Fünfte. Ihre erste Medaille bei einem internationalen Seniorenrennen gewann Eichhorn im Februar 2007 bei den Europameisterschaften in Königssee. In der folgenden Saison startete Eichhorn meist im neu geschaffenen Skeleton-Intercontinentalcup. Von sechs Rennen gewann sie eines in Winterberg, wurde einmal Zweite und dreimal Dritte und belegte in der Gesamtwertung Rang zwei hinter Lindsay Alcock. Zudem war sie in Calgary einmal Zweite bei einem Skeleton-America’s-Cup-Rennen. Aufgrund nicht erreichter Zielvorgaben, die vom Verband vorgegeben wurden, wurde Eichhorn vor der Saison 2008/09 aus dem Nationalkader aussortiert und beendete daraufhin ihre Karriere. Sie ist mit dem ehemaligen Skeletonfahrer Frank Rommel verheiratet.